# Coppa di Lega di Trinidad e Tobago
La Coppa di Lega di Trinidad e Tobago, o FCB Cup, è una manifestazione calcistica a cui partecipano le squadre della TT Pro League. Fu creata nel 2000 ed è sponsorizzata dalla First Citizens Bank.

## Le finali
| Stagione | Campione              | Risultato     | Finalista           |
| -------- | --------------------- | ------------- | ------------------- |
| 2000     | San Juan Jabloteh     | 1-0           | Defence Force       |
| 2001     | W Connection          | 1-0           | Caledonia AIA       |
| 2002     | Defence Force         | 2-0           | Williams Connection |
| 2003     | San Juan Jabloteh     | 2-1 (dts gg)  | Williams Connection |
| 2004     | W Connection          | 2-2 (3-2 dcr) | Defence Force       |
| 2005     | W Connection          | 3-1           | San Juan Jabloteh   |
| 2006     | W Connection          | 3-1           | North East Stars    |
| 2007     | W Connection          | 2-0           | Caledonia AIA       |
| 2008     | W Connection          | 2-2 (6-5 dcr) | Joe Public FC       |
| 2009     | Defence Force         | 1-0           | Joe Public FC       |
| 2010     | Joe Public            | 1-1 (3-0 dcr) | Defence Force       |
| 2011     | Morvant Caledonia Utd | 2-1           | T&TEC               |
| 2012     | Morvant Caledonia Utd | 2-1           | Defence Force       |
| 2013     | Central               | 2-1           | Defence Force       |

## Premio miglior giocatore
| Edizione | Giocatore          | Squadra           |
| -------- | ------------------ | ----------------- |
| 2000     |                    |                   |
| 2001     |                    |                   |
| 2002     |                    |                   |
| 2003     | Kerry Noray        | San Juan Jabloteh |
| 2004     | Silvio Spann       | W Connection      |
| 2005     | Earl Jean          | W Connection      |
| 2006     | Andre Toussaint    | W Connection      |
| 2007     | Marvin Oliver      | Caledonia AIA     |
| 2008     | Gregory Richardson | Joe Public        |
| 2009     | Kevin Graham       | Defence Force     |
| 2010     | Carlyle Mitchell   | Joe Public        |
| 2011     | Kareem Joseph      | Caledonia AIA     |
| 2012     |                    |                   |
| 2013     |                    |                   |

## Migliori marcatori
| Edizione | Giocatore          | Squadra           | Reti |
| -------- | ------------------ | ----------------- | ---- |
| 2000     |                    |                   |      |
| 2001     |                    |                   |      |
| 2002     |                    |                   |      |
| 2003     |                    |                   |      |
| 2004     | Kurt Williams      | Defence Force     | 2    |
| 2005     | Jerrol Forbes      | United Petrotrin  | 2    |
| 2005     | Devon Jorsling     | Defence Force     | 2    |
| 2005     | Andre Toussaint    | W Connection      | 2    |
| 2005     | Aurtis Whitley     | San Juan Jabloteh | 2    |
| 2006     | Hughtun Hector     | W Connection      | 4    |
| 2007     | Jonathan Frias     | W Connection      | 2    |
| 2007     | Walter Moore       | Caledonia AIA     | 2    |
| 2007     | Marvin Oliver      | Caledonia AIA     | 2    |
| 2008     | Gregory Richardson | Joe Public        | 4    |
| 2009     | Devon Jorsling     | Defence Force     | 3    |
| 2009     | Richard Roy        | Defence Force     | 3    |
| 2010     | Kerry Baptiste     | Joe Public        | 2    |
| 2010     | Gayson Gregory     | Joe Public        | 2    |
| 2011     | Jamal Gay          | Caledonia AIA     | 3    |
| 2011     | Jerrel Britto      | W Connection      | 3    |
| 2011     | Willis Plaza       | San Juan Jabloteh | 3    |
| 2011     | Hughtun Hector     | W Connection      | 3    |
| 2012     | Richard Roy        | Defence Force     | 3    |
| 2013     |                    |                   |      |

## Vittorie per squadra
| Squadra             | Vittorie | Finali perse |
| ------------------- | -------- | ------------ |
| Williams Connection | 6        | 2            |
| Defence Force       | 2        | 5            |
| Caledonia AIA       | 2        | 2            |
| San Juan Jabloteh   | 2        | 1            |
| Joe Public FC       | 1        | 2            |
| Central             | 1        | -            |
| North East Stars    | -        | 1            |
| T&TEC               | -        | 1            |